# Secolul al XII-lea
În istoria culturii europene, această perioadă este considerată ca făcând parte din Evul Mediu și este uneori numita perioada cisterciana. În timpul dinastiei Song din China, o invazie de jurcheni provoacă o schismă politică de nord și de sud. Prima utilizare cunoscuta  a prafului de pusca și punerea în aplicare in arme, cum ar fi bombe, rachete si tunuri au fost înregistrate în timpul dinastiei Song. Imperiul Khmer din Cambodgia a înflorit în timpul acestui secol, în timp ce Dinastia Fatimida din Egipt au fost preluat de către dinastia Ayyubid. Crestinismul este raspandit in Estonia,Finlanda si Karelia. Se va infiinta prima universitate europeana.  

## Evenimente
- Ascensiunea Imperiului Shona in Africa
- Ascensiunea Aztecilor in America Centrala

### Sfantul Imperiu Roman
- 1104:Ascensiunea Printilor
- 1122:Concordatul de la Worms
- 1125:Moartea lui Henric V

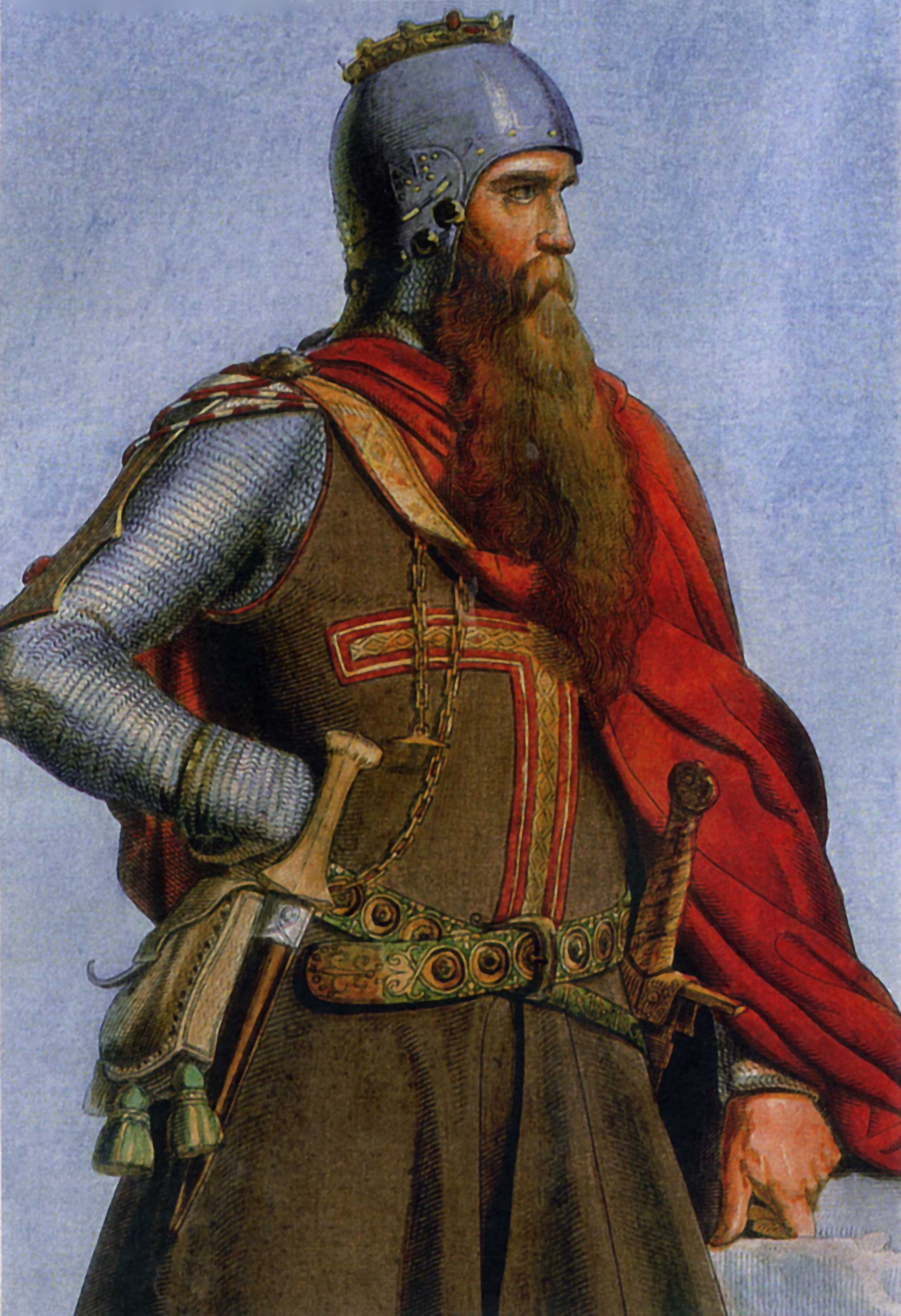
Friedrich I. Barbarossa (Christian Siedentopf, 1847)

- 1138:Alegerea lui Conrad III ca rege
- 1142:Henric Leul recupereaza Saxonia
- 1156:Frederic I este incoronat
- 1176:Batalia de la Legnano
- 1189:Frederic I conduce cea de-a treia Cruciada
- 1190:Moartea lui Frederic I,Henric VI devine rege

### Franta

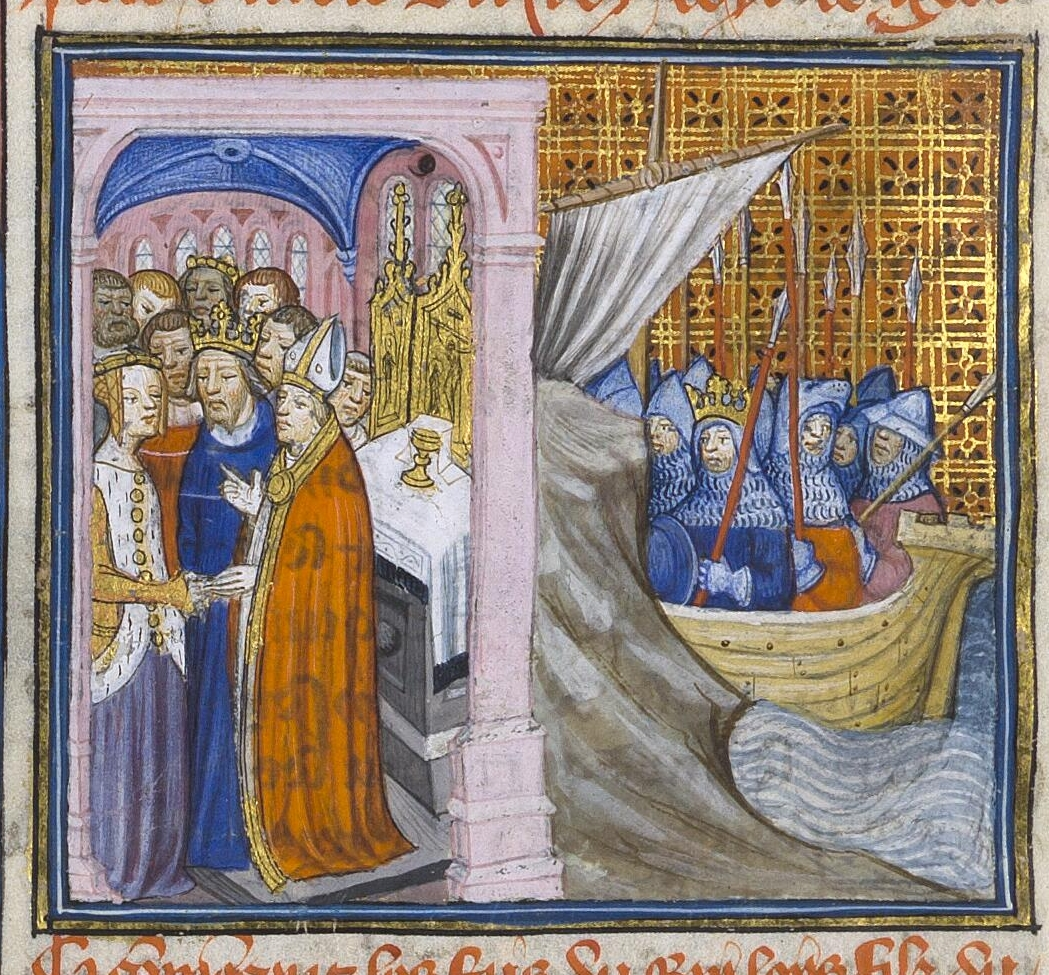
Louis vii and alienor

- 1137:Casatoria lui Ludovic VII cu Eleonora de Aquitania
- 1152:Divortul lui Ludovic cu Eleonora

### Anglia
File:A Chronicle of England - Page 204 - Richard Pardons His Brother John.jpg
File:A Chronicle of England - Page 194 - Richard and the Master of St John.jpg
File:Richard-Coeur-de-Lion-on-his-way-to-Jerusalem.JPG
- 1107:Sinodul de la Westmimster
- 1135:Moartea lui Henric I
- 1154:Henric II Plantagenent devine Regele Angliei
- 1169:Incepe cucerirea Irlandei
- 1170:Asasinarea Episcopului de Canterbury
- 1189:Incoronarea lui Richard I Inima de Leu
- 1199:Moartea lui Richard
- Incoronarea lui Ioan

### Statele Italiene

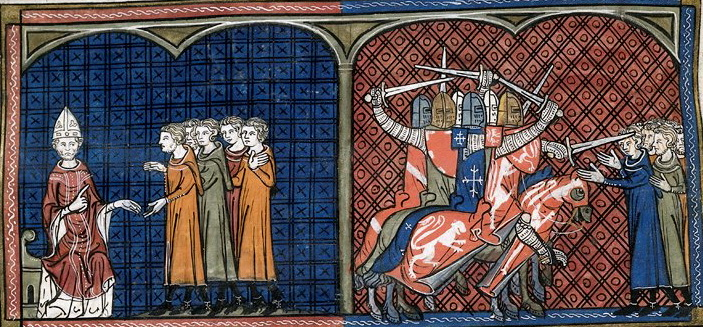
Albigensian Crusade 01

- 1130:Unificarea teritoriilor normande
- 1194:Henric VI devine regele Siciliei
- 1122:Sfarsitul controversei investiturii
- 1198-1216:Pontificatul lui Inocentiu III
- 1167:Infiintarea Ligii Lombarde
- 1176:Batalia de la Legnano
- Conflictul dintre Guelfii si Ghibelini

### Spania si Portugalia
- 1139:Alfonso I devine rege al Castiliei
- 1147:Cucerirea Lisabonei
- 1164:Unificarea Aragonului si Barcelonei

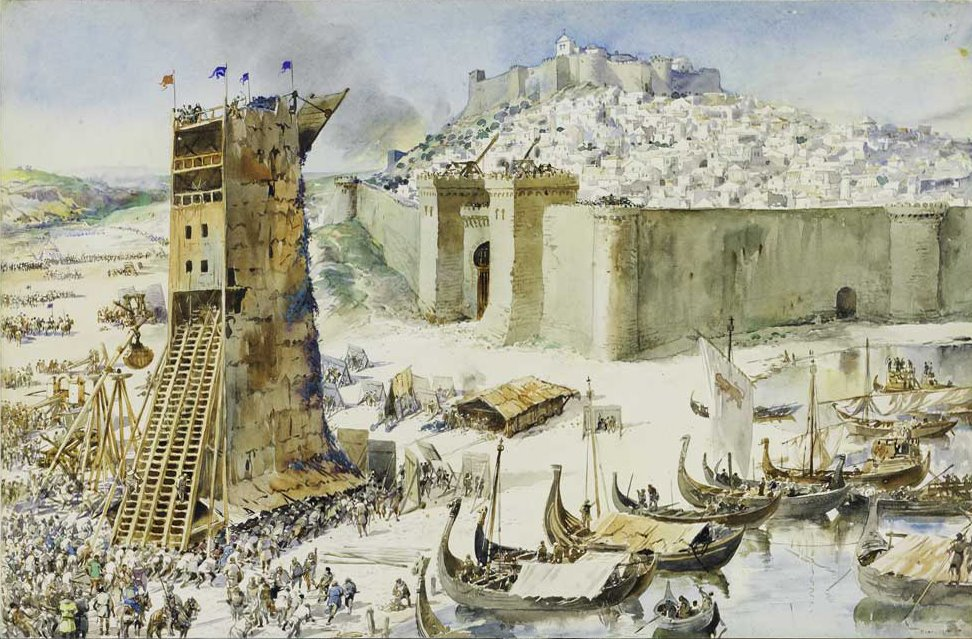

### Rusia kieveana
- 1110:Nestor revizuieste cronica Povestea vremurilor de demult

### Europa Balcanica si de Est
- 1102:Uniunea dinastica a Croatiei si Ungariei
- Spre mijlocul secolului începe colonizarea  germană în sudul și nord-estul Transilvaniei.
- 1167:Infiintarea regatului sarb
- Spre sfârșitul secolului, probabil în jurul anului 1180, granițele Regatului Ungar ating limitele naturale ale Transilvaniei, respectiv lanțul Munților Carpați. Acest eveniment semnifică ocuparea Transilvaniei de către Regatul Ungar.
- 1176:Batalia de la Myriokefalon
- 1185:Independenta bulgarilor

### Orientul Mijlociu
- 1124:Aparitia Almohazilor
- 1157:Expulzarea Selgiucizilor
- 1157:Domnia Horezm-sahilor in Iran
- 1171:Saladin ii inlatura pe fatimizi
- Sfarsitul califatului Fatimid
- 1172:Cucerirea orasului Tripoli
- 1174:Cucerirea Damascului
- 1187:Cucerirea Ierusalimului de catre musulmani
- Batalia de la Hattin
- 1187-1192:Cucerirea Iranului
- 1193:Moartea lui Saladin

### Cruciadele
- 1103:Pacea imperiala de la Mainz

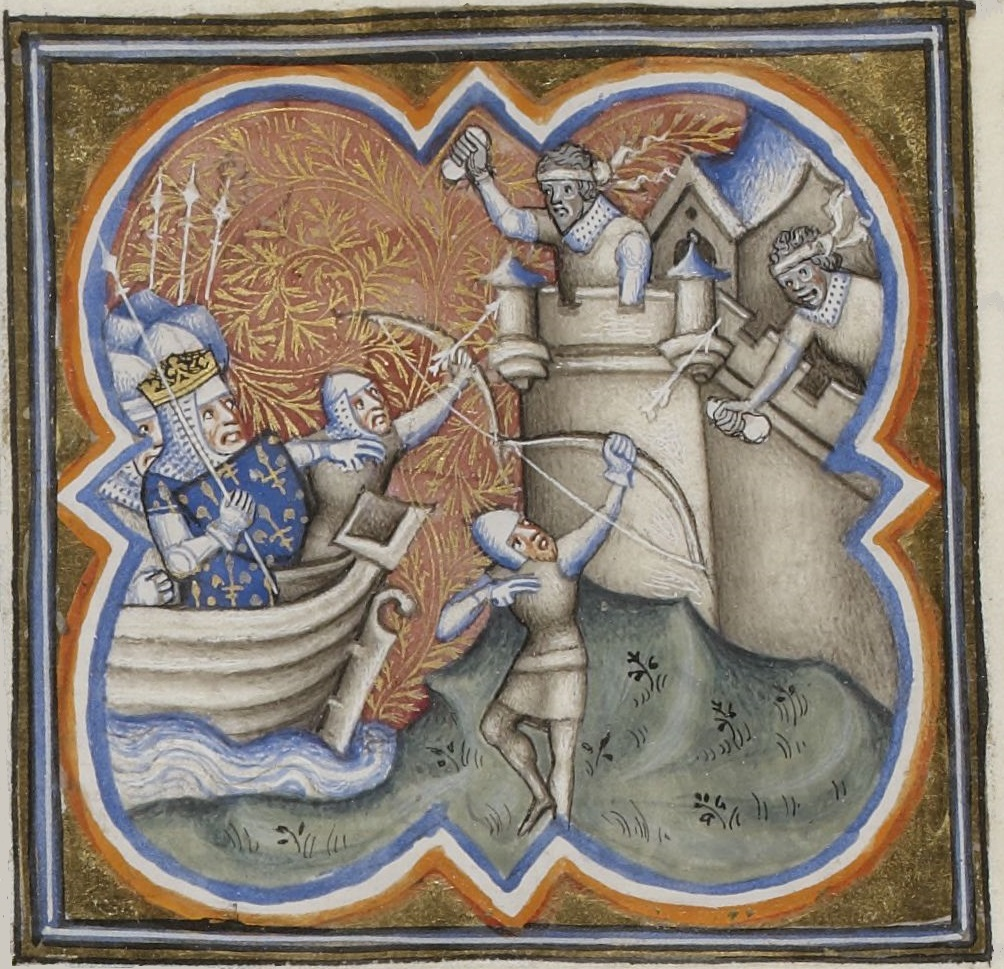
Siège d'Acre par Philippe Auguste

- 1110:Balduin de Bologna devine rege al Ierusalimului
- 1144:Recucerirea Edessei
- 1147:Incepe a doua Cruciada
- Cruciada impotriva Venzilor
- 1149:Revenirea cruciatilor acasa
- 1187:Batalia de la Muntele Hattin
- 1188:Incepe cea de-a Treia Cruciada
- 1189:Batalia de la Iconium
- 1191:Recucerirea orasului Accra

### Orientul Extrem
- 1193:Incepe construirea Marii Moschei de la Delhi(India)
- 1115-1234:Dinastia Jin in China
- 1192:Este numit primul Shogun ereditar in Japonia
- 1192-1333:Perioada Kamakura in Japonia
- 1177:Dinastia Cham cucereste Angkorul
- 1181:Expasiunea Imperiului Khmer sub Yayavarman VII

## Oameni importanți
- Pierre Abélard, unul dintre primii filosofi scolastici
- Saladin (Mesopotamia, 1138 - Damasc, 1193), sultan al Egiptului, învingător în cruciada de la Hattin, recucerind Ierusalimul.
- Bernard de Clairvaux (1090-1153), teolog catolic și abate cistercian
- Thomas Becket, arhiepiscop de Canterbury
- Minamoto no Yoritomo, primul shogun al Japoniei
- Omar Khayyám, poet, astronom persan
- Richard Inimă de Leu : rege al Angliei în perioada 1189-1199
- Adrian IV , Papa
- Aelred , Saint, călugăr și scriitor spiritual
- Afonso Henriques , primul rege al Portugaliei
- Alan IV, Duce de Bretagne
- Albert de Ierusalim ,  Patriarhul Ierusalimului
- Albert de Louvain , Sfântul Episcop de Liège
- Allama Prabhu , mistică indiană și un important Poet Vachana .
- Alexandru I al Scoției , rege
- Alexie I Comnenul , împărat
- Alexie al II-lea Comnenul , împărat
- Alexie III Angelus , împărat
- Alfonso al II-lea de Aragon , rege
- Alfonso VI din Castilia , rege
- Alfonso VII de Castilia , rege
- Alfonso VIII din Castilia , rege
- Amadeus din Lausanne,  Episcop de Lausanne
- Andrei I Bogolyubsky , Printul de Suzdal
- Andronic I Comnenul , împărat
- Anselm , Arhiepiscopul de Canterbury
- Anthelm ,  Starețul Chartreuse Grand
- Artemis Felicaan , Mysticist și Mathmematician
- Arthur I, duce de Bretania
- Averroes Ibn Rushd , polymath spaniol islamic
- Baldwin a IV-a Ierusalimului , rege
- Bela al II-lea , rege al Ungariei
- Bela III , rege al Ungariei
- Bertha, Ducesa de Bretania
- Berthold , Sfântul care  a fondat Ordinului Carmelitan
- Bhaskara al II-lea , matematician și astronom indian
- Bohemund I al Antiohiei , Print
- Boleslaus Wrymouth III , rege al Poloniei
- Boleslav IV Curly, mare duce al Poloniei
- Bruno de Segni , episcop
- Calixtus al II-lea , papa
- Canute V a Danemarcei , rege
- Canute VI din Danemarca , rege
- Chakhrukhadze ,  poet georgian
- Christina a Markyate , Prioress de St Albans Abbey
- Coloman I , rege al Ungariei
- Conan IV, Duce de Bretagne cel Tânăr
- Conrad I a Montferrat , regele ales al Ierusalimului
- Constance, Ducesa de Bretania
- David al Scoției , rege
- David Builder , regele a Georgiei
- David V rege al Georgiei
- David Soslani , soțul Reginei Tamar
- Dimitrie I , regele din Georgia
- Dominic de Guzman , fondator al Ordinului Predicatorilor
- Edgar din Scoția , regele
- Edmund din Abingdon , teolog, Arhiepiscopul de Canterbury
- Eleanor de Aquitaine , regina consoarta de Franța și mai târziu a Regatului Angliei
- Emeric I al Ungariei , rege
- Engelbert Berg a II-a , Sfântul, Arhiepiscop de Köln
- Eric I a Danemarcei , regele
- Eric a II-a Danemarcei , regele
- Eric a III-a Danemarcei , regele
- Eric a IX-a Suediei , regele
- Erik Gnupsson , Episcop de Groenlanda
- Eugene III , papa
- Eustatie de la Tesalonic  arhiepiscop de Salonic și scriitor
- Eystein I al Norvegiei , rege
- Eystein al II-lea al Norvegiei , rege
- Eysteinn Erlendsson ,  episcopul de Nidaros
- Felix de Valois , co-fondator al Ordinului Sfintei Treimi pentru răscumpărarea de sclavi
- Francisc din Assisi ,  fondator al Ordinului Fraților Minori
- Frederick Barbarossa , Împărat Roman
- Galdino della Sala , Saint, Arhiepiscopul de Milano
- Gelasius al II-lea , papa
- Genghis Khan , Marea Khan al Imperiului Mongol
- Geoffrey al II-lea, duce de Bretania
- Geoffrey V, conte de Anjou și Duce de Normandia
- George III , rege al Georgiei
- Geza al II-lea , rege al Ungariei
- Gilbert de Sempringham ,  fondator al Gilbertines .
- Giorgi Mtcignobartuxuces-Tchkondideli , georgiană figură politică și ecleziastică
- Haakon al II-lea al Norvegiei spătos, rege
- Harald a IV-a Norvegiei , regele
- Henry (Episcop de Uppsala)
- Henry, Contele de Portugalia
- Henric I al Angliei , regele și Duce de Normandia
- Henry al II-lea al Angliei , regele și Duce de Normandia
- Henric al IV-Germania , rege și împărat
- Henry V al Germaniei , rege și împărat
- Henry VI din Germania , rege și împărat
- Hildegard von Bingen , polymath și,  primul compozitor  muzical
- Honen Shonin (Genkū), fondator al școlii budiste Jōdo-shū
- Honorius al II-lea , papa
- Hugh al II-lea, Duce de Burgundia
- Hugh III, Duce de Burgundia
- Hugh de Grenoble , episcop
- Hugh de Lincoln , episcop
- Huizong , împăratul Chinei
- Humbert III, conte de Savoy
- Ida de Boulogne, contesa
- Inge I al Norvegiei Cocosatul, rege
- Inocențiu al II-lea, papa
- Inocențiu al III , papa
- Isaac al II-lea Angelus, împărat
- Ivan Asen I al Bulgariei, rege
- Ivo de Chartres, sfânt, canonist, episcop
- Jayavarman VII , Khmer împărat
- Ioan al II-lea Comnenul , împărat
- Ioan din Anglia , regele și Duce de Normandia
- Ioan de Matha , co-fondator al Ordinului Sfintei Treimi pentru răscumpărarea de sclavi
- Kaloyan din Bulgaria , rege
- Lawrence O'Toole , Arhiepiscopul de Dublin
- Leopold III, Margrave de Austria
- Lin Tinggui , pictor chinez
- Louis VI al Franței , rege
- Louis VII al Franței , rege
- Lucius al II-lea , papa
- Magnus Erlendsson, conte de Orkney
- Magnus a III-a Norvegiei , regele
- Magnus a IV-a Norvegiei Blind, regele
- Magnus V al Norvegiei , regele
- Maimonide , filozof evreu
- Malachy O'More ,  Arhiepiscop de Armagh
- Malcolm IV din Scoția , regele
- Manuel I Comnenul , împărat
- Matilda de Toscana , contesa
- Mechtildis , stareță
- Muhammad a Ghor ,  domnitorul afgan
- Nerses de Lambron ,  Arhiepiscopul din Tars, teolog
- Niels din Danemarca , regele
- Norbert de Xanten, Sfântul, fondator al Ordinul Premonstratensienian de canoane regulate, Arhiepiscop de Magdeburg
- Odo I , Duce de Burgundia
- Odo al II-lea , Duce de Burgundia
- Odo III , Duce de Burgundia
- Odo din Cambrai , episcop, teolog
- Olaf Magnusson a Norvegiei , regele
- Olegarius , Sfântul Arhiepiscopul de Tarragona
- Opizars, Beshqen și Beqa
- Otto din Bamberg , episcop, cancelar al Sfântului Imperiu Roman
- Pascal al II-lea , papa
- Peter Abelard , filosof
- Petru Nolasco , , co-fondator al Ordinului Fecioarei de Ransom
- Petru, episcop de Poitiers
- Petru a IV-a Bulgariei , regele
- Filip I al Franței , rege
- Filip al II-lea al Franței , Augustus, împăratul
- Prithviraj Chauhan , regele Ajmer în India
- Raymond a Fitero , Sfântul, fondator al Ordinului de Calatrava
- Raymond a Peñafort , , avocat
- Richard de Chichester , , episcop
- Richard a Sf. Victor , teolog
- Robert Curthose , Duce de Normandia
- Robert de Bethune , Episcopul de Hereford
- Roger al II-lea al Siciliei , rege
- Sancho I al Portugaliei , rege
- Sava , Sf., organizator și eliberator al Bisericii Ortodoxe Sârbe
- Shao Yong ,  poet, istoric, filozof și
- Sigurd I al Norvegiei , regele
- Sigurd al II-lea al Norvegiei , regele
- Stefan Nemanja , conducator al Serbiei
- Stefan Nemanjic , rege al Serbiei
- Ștefan al II-lea , rege al Ungariei
- Ștefan Harding , Saint, stareț, co-fondator al  Ordinului cistercian
- Ștefan din Anglia , regele și Duce de Normandia
- Suger , abatele  St-Denis
- Suryavarman II , împărat Khmer
- Sverker I al Suediei , rege
- Sverre a Norvegiei , regele
- Sweyn III din Danemarca
- Tamar a Georgiei , regina
- Valdemar I a Danemarcei , marele rege,
- Vladimir Monomakh al II-lea , prinț de Kiev
- Vladislav I Herman din Polonia , regele
- William I al Scoției  Leul, regele
- William I al Siciliei , rege
- William Marshal, primul conte de Pembroke, cavaler[1]
- William de Malmesbury , istoricul englez
- Yue Fei , general chinez
- Yusuf Ibn Tashfin , domnitorul Almoravid din Africa de Nord și Spania
- Zhang Zeduan , pictor chinez
- Zhou Jichang , pictor chinez
- Zhu Xi , neo-confucianist filozof chinez
- Zhu Yu , autorul chinez maritim

## Invenții, descoperiri
- 1104 - Arsenal  din Veneția . Sunt angajati  16000 de oameni pentru productia in masa de corabii
- 1107 -inginerul chinez Wu Deren combină busola mecanica cu   Carul care indica spre  Sud  cu distanța de măsurare a contorului  parcurs  de dispozitiv
- 1111 -  Academia chineza  Donglin este fondată.
- Notiunea crestina de Purgatoriu
- China: abacul
- 1100 - 1150: torquetum (Geber)
- 1100 - 1161: traheotomie (Avenzoar, Al-Andalus)
- 1121: Al-Khazini, Persia:
  - balanța romană
  - balanța hidrostatică
- 1126: Li Gang, China:
  - săgeata de foc
  - racheta
- 1128: tunul în China
- 1135 - 1200: astrolabul liniar (Nasir al-Din Tusi, Persia)
- 1150: studiul mișcării perpetue (Bhaskara, India)
- 1150: creșterea porumbeilor voiajori (Irak, Siria)
- 1154: orologiu cu sunet (Al-Kaysarani, Siria)
- 1187: balista cu contragreutate (Mardi bin Ali al-Tarsusi)
- 1190: busolă marinărească în Italia
- Egipt: cvadrantul, strămoșul ventilatorului
- Al-Andalus: moară de apă, forjă acționată hidraulic
- Siria: încălzire centrală prin țevi sub podea
- China: artificii, ochelari de soare
- Turcia: mașina de război

## Decenii și ani
| Anii 1090 | 1090 | 1091 | 1092 | 1093 | 1094 | 1095 | 1096 | 1097 | 1098 | 1099 |
| Anii 1100 | 1100 | 1101 | 1102 | 1103 | 1104 | 1105 | 1106 | 1107 | 1108 | 1109 |
| Anii 1110 | 1110 | 1111 | 1112 | 1113 | 1114 | 1115 | 1116 | 1117 | 1118 | 1119 |
| Anii 1120 | 1120 | 1121 | 1122 | 1123 | 1124 | 1125 | 1126 | 1127 | 1128 | 1129 |
| Anii 1130 | 1130 | 1131 | 1132 | 1133 | 1134 | 1135 | 1136 | 1137 | 1138 | 1139 |
| Anii 1140 | 1140 | 1141 | 1142 | 1143 | 1144 | 1145 | 1146 | 1147 | 1148 | 1149 |
| Anii 1150 | 1150 | 1151 | 1152 | 1153 | 1154 | 1155 | 1156 | 1157 | 1158 | 1159 |
| Anii 1160 | 1160 | 1161 | 1162 | 1163 | 1164 | 1165 | 1166 | 1167 | 1168 | 1169 |
| Anii 1170 | 1170 | 1171 | 1172 | 1173 | 1174 | 1175 | 1176 | 1177 | 1178 | 1179 |
| Anii 1180 | 1180 | 1181 | 1182 | 1183 | 1184 | 1185 | 1186 | 1187 | 1188 | 1189 |
| Anii 1190 | 1190 | 1191 | 1192 | 1193 | 1194 | 1195 | 1196 | 1197 | 1198 | 1199 |
| Anii 1200 | 1200 | 1201 | 1202 | 1203 | 1204 | 1205 | 1206 | 1207 | 1208 | 1209 |